# Shockey Peak
Der Shockey Peak ist ein 2010 m hoher Berggipfel im westantarktischen Ellsworthland. Er ragt 3 km südöstlich des Allen Peak nahe dem Nordrand der Sentinel Range des Ellsworthgebirges auf.
Der US-amerikanische Polarforscher Lincoln Ellsworth entdeckte ihn bei seinem Transantarktisflug am 23. November 1935. Das Advisory Committee on Antarctic Names benannte ihn 1961 nach dem US-amerikanischen Kartografen Charles C. Shockey vom United States Geological Survey, der 1962 eine Landkarte dieses Gebiets erstellte.